# Beaupréau
Beaupréau là một xã thuộc tỉnh Maine-et-Loire trong vùng Pays de la Loire tây nước Pháp. Xã này nằm ở khu vực có độ cao trung bình 32 mét trên mực nước biển.
Sông Èvre chảy qua thị trấn.

## Kết nghĩa
- Abergavenny, Wales